# ۱۷۲۲ (میلادی)
در این صفحه وقایع مهم سال ۱۷۲۲ میلادی فهرست شده‌اند.

## وقایع مهم
- کشف جزیره ایستر توسط اروپاییان.
- سقوط سلسله صفوی با هجوم افغان‌ها به ایران.
- کشف جزیره ساموآ توسط گردشگر هلندی.

## زادروزها
- تولد جرج واشینگتن .

- ۱۹ فوریه – تیفنی دو لا روش، نویسنده فرانسوی (د. ۱۷۷۴)
- ۲۷ سپتامبر – ساموئل آدامز، سیاست‌مدار آمریکایی (د. ۱۸۰۳)

## درگذشت‌ها
- درگذشت یوهان آدام راین‌کین (۲۷ آوریل ۱۶۲۳ - ۲۴ نوامبر ۱۷۲۲ (میلادی)):نوازنده مشهور کیبورد اهل پروس(آلمان امروزی) که بدلیل سبک فراگیر و دیرپا خود در نوازندگی و تأثیری که بر نوازندگان جوانی چون یوهان سباستین باخ داشته، مشهور است.
- درگذشت یوهان کونو (زادهٔ ۱۶۶۰ - درگذشتهٔ ۱۷۲۲)، نوازندهٔ ارگ و آهنگساز آلمانی.
- درگذشت امپراتور کانگکسی، امپراتور چین.